# Санація (економіка)
Сана́ція, Санування — система заходів, які здійснюються для запобігання банкрутства (з метою запобігання визнання боржника банкрутом та його ліквідації) і фінансового оздоровлення підприємств і банків за допомогою держави і крупних банків. Спрямована на оздоровлення фінансово-господарського становища боржника, а також задоволення в повному обсязі, або частково вимог кредиторів.
Врахувавши думки кількох зарубіжних економістів (Н. Здравомислов, Б. Бекенферде, М. Гелінг), можна сказати, що санація — це система фінансово-економічних, виробничо-технічних, організаційно-правових та соціальних заходів, спрямованих на досягнення чи відновлення платоспроможності, ліквідності, прибутковості та конкурентоспроможності підприємства-боржника в довгостроковому періоді. Інакше кажучи, санація — це сукупність усіх можливих заходів, які спроможні привести підприємство до фінансового оздоровлення.

## Заходи
За джерелами мобілізації фінансових ресурсів, розрізняють автономну та гетерономну санацію.
Автономна санація передбачає фінансування оздоровлення підприємства за рахунок його власних ресурсів і коштів, наданих власниками та іншими особами (без залучення в санаційний процес сторонніх осіб).
Гетерономна (зовнішня) санація характеризується участю в ній сторонніх осіб, зокрема банків та інших кредиторів, клієнтів, держави.